# بروس كرين
بروس كرين (بالإنجليزية: Bruce Crane)‏ هو رسام أمريكي، ولد في 17 أكتوبر 1857 في نيويورك في الولايات المتحدة، وتوفي في 29 أكتوبر 1937.